# 日本の労働者自主福祉団体一覧
日本の労働者自主福祉団体一覧（にほんのろうどうしゃじしゅふくしだんたいいちらん）とは、労働者福祉の活動をしている運動体の一覧である。

## 概要
日本においては、労働金庫、共済生協、消費生協、医療生協、住宅生協等の事業団体があり、それらはすべて協同事業方式をとっている。また、労働金庫以外は、いずれも生活協同組合という名称を付している。

## 主な事業団体

### 労働金庫
- 全国労働金庫協会（労金協会）
- 労働金庫連合会（労金連）
- 北海道労働金庫
- 東北労働金庫
- 中央労働金庫
- 新潟県労働金庫
- 長野県労働金庫
- 静岡県労働金庫
- 北陸労働金庫
- 東海労働金庫
- 近畿労働金庫
- 中国労働金庫
- 四国労働金庫
- 九州労働金庫
- 沖縄県労働金庫

### 共済生協
- 全国労働者共済生活協同組合連合会（こくみん共済 coop）
- 日本再共済生活協同組合連合会（日本再共済連）

## 労働者福祉中央協議会
詳細は、「労働者福祉中央協議会」の項目を参照してください。